# Glyphina setosa
Glyphina setosa är en insektsart. Glyphina setosa ingår i släktet Glyphina och familjen långrörsbladlöss. Inga underarter finns listade i Catalogue of Life.